# Oratoire de Gramond
L'oratoire de Gramond est un oratoire situé en France sur la commune de Gramond, dans le département de l'Aveyron en région Occitanie.
Il fait l’objet d'un classement au titre des monuments historiques depuis le 31 août 1933.

## Localisation
L'oratoire est situé sur la commune de Gramond, dans le département français de l'Aveyron.

## Historique
L'édifice, érigé au XVIe siècle, est classé au titre des monuments historiques en 1933.